# ۱۷ صفر
۱۷ صفر، هفدهمین روز از ماه صفر در تقویم هجری قمری است.
در تقویم هجری قمری قراردادی این روز چهل و هفتمین روز سال است.